# 包拉克縣
包拉克縣為緬甸克耶邦下轄的一个縣，面積為5,186.5平方公里，2014年人口42,909人。包拉克為該縣之首府。

## 历史沿革
2022年4月30日，缅甸政府以梅塞镇区析置梅塞县。

## 行政区划
包拉克縣下辖2镇区：
- 包拉克镇区（Bawlakhe Township）
- 帕桑镇区（Hpasawng Township）